# 意大利政府印刷局

意大利国家印刷局与造币厂标识

意大利国家印刷局与造币厂（義大利語：Istituto Poligrafico e Zecca dello Stato，缩写IPZS）成立于1928年，位于罗马威尔第广场 Via Salaria 691 号。除了为意大利生产纸币、硬币和邮票以外，它还服务于诸如梵蒂冈和圣马力诺以及马耳他骑士团这样被广泛认为拥有国际法主体的微型国家。
意大利的纸币是由意大利银行印制的。

## 历史
1928年，根据1928年12月6日第2744号法令成立国家印书局（Poligrafico dello Stato）。
1978年，根据1978年4月20日第154号法令更名为国家印刷局与造币厂。
2002年，国家印刷局与造币厂转型为意大利经济财政部100%控股的股份制公司。